# کلیو (داکوتای شمالی)
کلیو(به انگلیسی: Calio) شهری در ایالت داکوتای شمالی کشور ایالات متحده آمریکا است که جمعیت آن در سرشماری سال ۲۰۱۰ میلادی، ۲۲ نفر بوده‌است.